# Hao Ran
Hao Ran eller Haoran (kinesiska 浩然), pseudonym för Liang Jinkuang (梁金广), född 1932, död 2008, var en kinesisk författare.
Han föddes i en fattig familj i Tangshan, blev föräldralös vid 10 års ålder och avbröt sin skolgång efter bara tre år. Han blev bykader vid 14 års ålder och medlem av kommunistpartiet två år senare.
1949 började han arbeta för kommunistpartiets ungdomsorganisation och från 1954 arbetade han som journalist och redaktör för Hebei Ribao, Youyibao och Hongqi. Sitt första litterära verk, novellsamlingen Xique deng zhi, gavs ut 1956 och 1964 förflyttades han till Peking och blev yrkesförfattare. Hans mest berömda verk, Yanyangtian ("En strålande dag"), publicerades 1965 i tre delar och filmatiserades senare under samma namn.
De flesta av Hao Rans böcker handlar om livet för fattiga bönder, och han ses ofta som den mest typiske revolutionära författaren från Maotiden. Av många beskylls han för att skriva propagandaverk helt utan konstnärligt värde, men en del av hans böcker även i det postmaoistiska Kina vunnit priser och skördat viss framgång. Hao har också skrivit barnlitteratur.
Andra pseudonymer han använt har varit Baixue (白雪) och Panshan (盘山).

## Verk översatt till svenska
- Den klara källan: noveller från dagens Kina, 1977 (Ur Youmiao ji)
- Lille Shu lär sig ett yrke, Kinarapport no 4, 2003